# Aktion AB

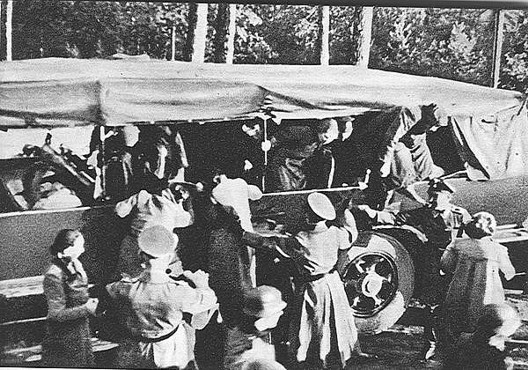
Medlemmar ur SS och Sicherheitsdienst griper personer ur den polska intelligentian i Palmiry 1940.

Aktion AB (tyska AB-Aktion, Außerordentliche Befriedungsaktion, svenska ungefär ’Extraordinär pacificeringsaktion’) var en nazitysk aktion i Polen under andra världskriget. Aktion AB syftade till att eliminera det polska rikets intelligentia och överklass samt personer som misstänktes för potentiell antitysk verksamhet. 

## Genomförande
Under våren och sommaren 1940 greps omkring 30 000 polacker i Generalguvernementet, den del av Polen som inte hade införlivats med Tredje riket. Omkring 7 500 professorer, lärare och präster mördades; cirka 3 500 på olika platser i Generalguvernementet: i Palmiry-skogen, norr om Warszawa, i Firlej, i Wincentynów i närheten av Radom och i Bliżyn-skogen nära Skarżysko-Kamienna. Övriga deporterades till tyska koncentrationsläger.

## Ledning
Aktion AB leddes av den tyske generalguvernören Hans Frank och till en början även av hans ställföreträdare, Arthur Seyss-Inquart, innan denne i maj 1940 kommenderades till Nederländerna. De nazityska myndigheterna betecknade Aktion AB som en förebyggande åtgärd, bland annat för att förhindra en polsk organiserad revolt under den av Nazityskland planerade invasionen av Frankrike.

## Samarbete med Sovjetunionen
Massmordet på den polska intelligentian, som noga planerades och dokumenterades av Hans Frank, diskuterades vid överläggningar mellan tyska Gestapo och sovjetiska NKVD.